# Maxwell Ralph Jacobs
Maxwell Ralph Jacobs (* 25. Februar 1905 in North Adelaide, South Australia; † 9. Oktober 1979 in Canberra, Australian Capital Territory) war ein australischer Botaniker. Sein botanisches Autorenkürzel lautet „Jacobs“.

## Frühe Jahre
Maxwell Jacobs wurde als Sohn des Lehrers Isaac Jacobs und seiner Frau, Bertha Marion Jacobs (geb. Shorney), geboren. Er besuchte Schulen in Adelaide und dann die University of Adelaide, die er 1925 als Bachelor of Sciences (B.Sc.) und 1926 als Master of Science abschloss. Anschließend erhielt er ein Stipendium am Waite Agricultural Research Institute.

## Berufsleben
Nach dem Abschluss seiner Studien wurde Jacobs 1926 als Forstassessor beim Australian Capital Territory angestellt und 1928 zum Leitenden Förster befördert.
Ein Stipendium des Commonwealth of Australia ermöglichte ihm ein Studium der Forstwirtschaft an der Universität Oxford, das er 1931 mit einem Diplom abschloss, und ein weiteres an der Forstlichen Hochschule Tharandt. 1932 erhielt er von der Universität Dresden den Titel eines Doktors der Forstwissenschaften.
Im Januar 1933 kehrte Jacobs nach Australien zurück und übernahm eine Stelle als Forstbeamter beim Commonwealth Forestry Bureau in Canberra. Er untersuchte die damals wenig bekannten Waldressourcen des Northern Territory. Er führte Untersuchungen über Wachstumsbeeinträchtigungen an Bäumen und die Effekte des Schwankens der Bäume durch den Wind durch. Er experimentierte mit Stecklingen bei der Fortpflanzung der Monterey-Kiefern. Seine ausgedehnten Studien über die Anatomie des Knospensystems und der forstlichen Aspekte verschiedener Eukalypten stellte er in dem Buch Growth Habit of the Eucalypts dar, das 1955 in Canberra erschien und zu einem international genutzten Standardwerk wurde.
1939 erhielt er ein Stipendium des Commonwealth Fund für die Universität Yale. Dort führte er seine Untersuchungen über die Wachstumsbeeinträchtigungen fort und erhielt 1941 den Titel Physical Doctor (Ph.D.).
Am 19. März 1942 wurde Jacobs als stellvertretender Leiter der Ingenieurabteilung des Armeehauptquartiers in Melbourne im Range eines Captain zur Armee eingezogen. 1943–1944 diente er im Personalwesen der Ingenieurabteilung und wurde auch kurz in Papua-Neuguinea eingesetzt. Im November 1944 wurde er, nun im Range eines Major, in die Reserve versetzt. Ab Dezember 1944 las er an der Australian Forestry School in Canberra über Forstwirtschaft. Über 15 Jahre lang führte „the Doc“ über 300 Studenten aus Australien, Neuseeland, Asien und Afrika in ihren Beruf ein.
Jacobs war ab Dezember 1959 stellvertretender Direktor des Commonwealth Forestry and Timber Bureau und ab Mai 1961 dessen Direktor. Er spielte eine führende Rolle beim Aufbau des Australian Forestry Council 1964 und saß seinem ersten Komitee vor, ebenso wie etlichen weiteren Organisationen der Forstwirtschaft und der Holzindustrie. Er verfasste etliche Beiträge zur australischen Forstpolitik.
Im Februar 1970 wurde Jacobs pensioniert.

## Späte Jahre und Tod
Nach seiner Pensionierung arbeitete Jacobs als Berater für verschiedene nationale und internationale Organisationen, beispielsweise die Food and Agriculture Organisation der Vereinten Nationen. Für diese Organisation schrieb er deren Richtlinie Eucalypts for Planting wesentlich um. Die neue Auflage erschien 1979 in Rom. Er erfüllte etliche Missionen im Ausland, insbesondere in Zusammenhang mit Eukalypten.
Jacobs’ wichtigstes Hobby war Golf.
Am 9. Oktober 1979 verstarb Jacobs im Woden Valley Hospital in Canberra.

## Gesellschaftliches Engagement
Seit 1927 war Jacobs Mitglied der Empire Forestry Association (später: Commonwealth Forestry Association). 1963–1969 war er im Vorstand der Organisation.
Jacobs war Präsident der landwirtschaftlichen und Forstabteilung der Australian and New Zealand Association for the Advancement of Science, der Royal Society of Canberra (1948–1949) und des Rotary Club von Canberra (1956–1957).

## Familienleben
Am 23. Dezember 1933 heiratete Maxwell Jacobs Phyllis Vesper Quinton in der St. David’s Presbyterian Church in Haberfield (Sydney). Sie hatten miteinander zwei Töchter.

## Ehrungen
- 1958 wurde Jacobs Ehrenmitglied des New Zealand Institute of Forestry.
- 1962 wurde ihm die N.W.Jolly-Medaille des Institute of Foresters of Australia verliehen, dessen er Gründungsmitglied er seit 1935 war.
- 1966 wurde er Ehrenmitglied der Society of American Foresters.
- 1966 wurde ihm der Imperial Service Order für besondere Verdienste im Staatsdienst verliehen.
- 1983 lobte das Institute of Foresters of Australia den M.R.Jacobs-Fonds zu seinen Ehren aus. Aus ihm werden unter der Verwaltung der Australian Academy of Science Forscher unterstützt, die Forschungen im Forstwesen oder der Forstindustrie durchführen oder an Konferenzen teilnehmen.